# Lake Horowhenua
Der Lake Horowhenua ist ein See in der Region Manawatū-Whanganui auf der Nordinsel von Neuseeland.

## Geographie
Der Lake Horowhenua befindet sich direkt westlich angrenzend an das Stadtgebiet von Levin zwischen der Küste zur Tasmansee, die rund 5,3 km westlich entfernt liegt, und der Gebirgskette der Tararua Range, die rund 7,7 km östlich sich erheben. Der See besitzt eine Flächenausdehnung von rund 2,9 km² und erstreckt sich über eine Länge von rund 3,1 km in Südsüdwest-Nordnordost-Richtung sowie über eine maximale Breite von rund 2,0 km in Westnordwest-Ostsüdost-Richtung. Der mit einer mittleren Tiefe von 1,3 m sehr flache See besitzt ein ungefähres Wasservolumen von 3,8 Millionen Kubikmetern. Sein Wassereinzugsgebiet umfasst eine Fläche von rund 61 km².
Gespeist wird der Lake Horowhenua, der sich auf einer Höhe von 11 m befindet, von einigen kleineren Streams aus dem Umland. Seinen Abfluss erfährt der See über den Hokio Stream an der Westseite zur Tasmansee.

## Umweltproblem
Der See galt vor der Einwanderung der Europäer als sehr klar und sauber. Für den Iwi (Stamm) der Muaūpoko, die um den See herum lebten, war der Fischreichtum des Sees von Bedeutung. Doch die Abholzung des Küstenwaldes, die Trockenlegung der den See umgebenden Sümpfen mit der gleichzeitigen Intensivierung der Landwirtschaft und die Ausdehnung der Besiedelung der Fläche mit der Entsorgung von Abwasser in den See zwischen den Jahren 1962 und 1987 haben zu einer erheblichen Verschlechterung des Zustandes des Sees geführt. Nach einer kurzen Erholung ab dem Jahr 1987, als man die Einleitung des Abwassers stoppte, begann eine wiederholte Verschlechterung der Wasserqualität rund 10 Jahre später. Im Jahr 2010 wurde der See unter 112 unter Beobachtung stehenden Seen als der See mit der siebentschlechtesten Wasserqualität eingestuft. Im Sommer wird der See regelmäßig wegen der Entwicklung der giftigen Cyanobakterien gesperrt. Ab dem Jahr 2013 begann ein Projekt mit Maßnahmen, die die Qualität des Wassers des Sees verbessern sollten. In den Jahren 2015 und 2016 konnten wieder 12 verschiedene einheimische Fischarten im See gefunden werden.